# Apteromantis
Apteromantis – rodzaj modliszek z rodziny Amelidae i plemienia Amelini. Znany z Półwyspu Iberyjskiego i Afryki Północnej. Obejmuje dwa opisane gatunki.

## Morfologia
Samce osiągają między 22 a 30 mm, a samice między 30 a 44 mm długości ciała. W ubarwieniu dominują odcienie zielonkawe. Głowa zaopatrzona jest w stożkowate oczy złożone o spiczastych wierzchołkach. Płytka czołowa ma zarys pięciokąta z tępymi, mniej lub bardziej zaokrąglonymi kątami. Przedplecze jest wydłużone, o poprzecznej bruździe umieszczonej przed środkiem długości. Całkowity zanik zarówno tegmin jak i skrzydeł tylnej pary u obu płci stanowi autapomorfię rodzaju. Odwłok ma kształt wrzecionowaty. Płytka subgenitalna jest trójkątna i wyraźnie wcięta. Przysadki odwłokowe sięgają wierzchołkami daleko poza tylny koniec odwłoka.

## Biologia i ekologia
Owady te zasiedlają formacje trawiaste i krzewiaste, w tym makię, garig i słone stepy. Preferują stanowiska suche, ciepłe i nasłonecznione. Spotykane są od poziomu morza do rzędnych 1250 m n.p.m. Bytują na wysokich i gęstych trawach, roślinności zielnej i ruderalnej.
Cykl życiowy jest jednoroczny. Zimowanie odbywa się w stadium larwalnym (nimfy). Dorosłość osiągana jest zwykle w maju, a nowe pokolenie nimf przychodzi na świat między czerwcem a sierpniem. 

## Rozprzestrzenienie
Rodzaj palearktyczny o zasięgu zachodniośródziemnomorskim. Gatunek typowy zamieszkuje północną część Maroka i Algierii, a drugi z gatunków środkowy i południowy Półwysep Iberyjski.

## Taksonomia
Takson ten wprowadzony został w 1931 roku przez Franza Wernera. Jedynym zaliczonym doń wówczas gatunkiem została Pseudoyersinia bolivari, opisana przez Wernera w 1929 roku. Właściwa diagnoza rodzaju podana została przez Wernera w 1932 roku.
Do rodzaju zalicza się dwa opisane gatunki:
- Apteromantis aptera (Fuente, 1884)
- Apteromantis bolivari (Werner, 1929).

Monofiletyzm rodzaju i siostrzaną relację obu gatunków potwierdzają wyniki badań genetycznych i morfologicznych Roberta Battistona i współpracowników z 2014 roku.